# Place Al Joulane (tramway de Rabat-Salé)
 (avril 2025).
Motif : les stations de tramway ne sont habituellement pas admissibles
- Archive Wikiwix
- Bing
- Cairn
- DuckDuckGo
- E. Universalis
- Gallica
- Google
- G. Books
- G. News
- G. Scholar
- Persée
- Qwant
- (zh) Baidu
- (ru) Yandex
- (wd) trouver des œuvres sur Wikidata

| 1. | Préciser le motif de la pose du bandeau. | Précisez le motif de la pose du bandeau en utilisant la syntaxe suivante : {{admissibilité à vérifier\|date=juillet 2025\|motif=remplacez ce texte par le motif}}                                             |
| 2. | Informer les utilisateurs concernés.     | Pensez à avertir le créateur de l'article, par exemple, en insérant le code ci-dessous sur sa page de discussion : {{subst:avertissement admissibilité à vérifier\|Place Al Joulane (tramway de Rabat-Salé)}} |

Ligne 1
Mohammed V - Gare de Rabat
Madinat Al Irfane Tour Hassan
Hay Karima
Ligne 2
Bab Chellah
Yacoub Al Mansour Tour Hassan
Hôpital Moulay Abdellah
Place Al Joulane (en arabe : ساحة الجولان) est une station des lignes 1 et 2 du tramway de Rabat-Salé.

## Situation sur le réseau
Les quais sont situés sur la place Al Joulane, dans le quartier Hassan à Rabat. Station de correspondance entre les deux lignes, il s'agit de l'unique du réseau à posseder deux points d'arrêts distincts.

## Histoire
Début octobre 2010, la place accueille deux rames du futur tramway, exposées avant l'ouverture du tramway. La station est mise en service le 23 mai 2011, lors de l'ouverture simultanée des deux premières lignes.

## À proximité
À proximité de la station se trouve la cathédrale Saint-Pierre, ainsi que le théâtre national Mohammed-V.